# Simulium kisoense
Simulium kisoense är en tvåvingeart som beskrevs av Uemoto, Onishi och Orii 1974. Simulium kisoense ingår i släktet Simulium och familjen knott. Inga underarter finns listade i Catalogue of Life.